# Saint-Pantaly-d'Ans
Saint-Pantaly-d'Ans is een plaats en voormalige gemeente in het Franse departement Dordogne in de regio Nouvelle-Aquitaine en telt 156 inwoners (1999). De plaats maakt deel uit van het arrondissement Périgueux.

## Geschiedenis
Saint-Pantaly-d'Ans maakte deel uit van het kanton Savignac-les-Églises tot dit op 22 maart werd opgeheven en de gemeente werd opgenomen in het op die dag opgerichte kanton Isle-Loue-Auvézère. Op 1 januari 2017 fuseerde de gemeente met La Boissière-d'Ans en Cubjac tot de commune nouvelle Cubjac-Auvézère-Val d'Ans

## Geografie
De oppervlakte van Saint-Pantaly-d'Ans bedraagt 10,7 km², de bevolkingsdichtheid is 14,6 inwoners per km².
De onderstaande kaart toont de ligging van Saint-Pantaly-d'Ans met de belangrijkste infrastructuur en aangrenzende gemeenten.

## Demografie
Onderstaande figuur toont het verloop van het inwonertal.